# Kopczany
Kopczany – wieś w Polsce położona w województwie podlaskim, w powiecie augustowskim, w gminie Lipsk.
| SIMC    | Nazwa      | Rodzaj    |
| ------- | ---------- | --------- |
| 0761779 | Ostryńskie | część wsi |

Wieś szlachecka położona była w końcu XVIII wieku w powiecie grodzieńskim województwa trockiego.
Według Powszechnego Spisu Ludności z 1921 roku Kopczany zamieszkiwane były przez 253 osoby, wśród których 125 zadeklarowało wyznanie rzymskokatolickie, a 3 mojżeszowe. Część spisywanych nie określiła wyznania. Jednocześnie 250 mieszkańców zadeklarowało polską przynależność narodową a 3 żydowską. We wsi stało 57 budynków.
W latach 1975–1998 miejscowość administracyjnie należała do województwa suwalskiego.
W miejscowości urodziła się polska kulomiotka Krystyna Zabawska